# Cistus pauranthus
Cistus pauranthus är en solvändeväxtart som beskrevs av J.-p. Demoly. Cistus pauranthus ingår i släktet Cistus och familjen solvändeväxter. Inga underarter finns listade i Catalogue of Life.